# Rhizopus arrhizus
Rhizopus arrhizus A. Fisch – gatunek grzybów należący do typu pleśniakowców (Mucorales). Mikroskopijny grzyb strzępkowy.

## Systematyka i nazewnictwo
Pozycja w klasyfikacji według Index Fungorum: Rhizopus, Rhizopodaceae, Mucorales, Incertae sedis, Mucoromycetes, Mucoromycotina, Mucoromycota, Fungi.
Po raz pierwszy opisał go Alfred Fischer w 1892 r. i nadana przez niego nazwa naukowa jest aktualna. Ma ponad 70 synonimów. Niektóre z nich:

- Rhizopus acetoinus Kitahara & S. Fukui, 1950
- Rhizopus delemar var. multiplicisporus Inui, Y. Takeda & Lizuka 1965
- Rhizopus microsporus var. pseudochinensis (M. Yamaz.) R. Prakash & A.K. Sarbhoy 1993
- Rhizopus oryzae Went & Prins. Geerl. 1895
- Rhizopus sontii Reddi & Subrahm. 1977[2].

## Morfologia
Ma zmienne sporangiofory. Mogą być proste lub zakrzywione, napęczniałe lub rozgałęzione, o ścianach gładkich lub lekko chropowatych. Kolor sporangioforów waha się od jasnobrązowego do brązowego. Osiągają długość od 210 do 2500 µm i średnicę od 5 do 18 µm. Zarodnie są kuliste lub półkuliste, o ściankach kolczastych i w dojrzałym wieku czarne, o średnicy 60–180 µm. Od zarodni Rhizopus stolonifer odróżniają się wielkością; są mniejsze, również zarodniki są mniejsze. Kolumelle kuliste, półkuliste lub owalne. Ściana jest zwykle gładka, jasnobrązowa, średnica waha się w granicach 30-110 µm. Sporangiospory są eliptyczne, kuliste lub wielokątne, prążkowane i osiągają długość 5–8 μm. Uśpione i kiełkujące sporangiospory mają głębokie bruzdy i wydatne wypukłości, których wzór pozwala odróżnić je od R. stolonifer
R. arrhizus tworzy liczne stolony. Są gładkie lub lekko szorstkie, prawie bezbarwne lub jasnobrązowe, o średnicy 5–18 μm. Zygospory są wytwarzane przez komórki diploidalne, gdy rozmnażanie płciowe zachodzi w warunkach ubogich w składniki odżywcze. Mają kolory od czerwonego do brązowego, są kuliste lub bocznie spłaszczone, a ich długość waha się od 60–140 μm. Przy wysokich poziomach składników odżywczych R. arrhizus rozmnaża się bezpłciowo, wytwarzając azygospory. Chlamydospory są liczne, kuliste o średnicy 10–24 µm, eliptyczne i cylindryczne.

## Rozwój
Kolonie w laboratorium w optymalnych temperaturach rosną szybko (1,6 mm na godzinę, prawie 0,5 μm na sekundę), dzięki czemu można wzrost strzępek obserwować w czasie rzeczywistym pod mikroskopem. Kolonie początkowo są białe, z wiekiem stają się brązowawe i mogą urosnąć do grubości około 1 cm. Może rozwijać się w temperaturze od 7 do 44 °C, a optymalna temperatura wzrostu wynosi 37 °C. W temperaturze 10 do 15 °C wzrost jest bardzo słaby. Preferuje podłoża lekko kwaśne. Dobrze rozwija się przy pH 6,8, bardzo słabo przy pH 7,7–8,1. Dobrze rozwija się na pożywkach zawierających 1% NaCl, bardzo słabo przy 3% NaCl i przestaje rosnąć przy 5% NaCl. Większość aminokwasów – z wyjątkiem L-waliny sprzyja wzrostowi, przy czym najskuteczniejsze są L-tryptofan i L-tyrozyna. Rośnie również dobrze na mineralnych źródłach azotu, z wyjątkiem azotanów, i może wykorzystywać mocznik.

## Chorobotwórczość
Jest jednym z głównych patogenów powodujących chorobę zwaną mukormykozą. Najczęstszą infekcją jest mukormykoza nosowo-mózgowa, ale choroba może zająć także inne narządy, takie jak skóra, tkanka podskórna i płuca.
W 2004 roku opublikowano genom szczepu R. arrhizus 99-880 (wówczas pod nazwą R. oryzae). Był to pierwszy organizm zsekwencjonowany w typie Zygomycetes (do którego wówczas włączono R. oryzae). Charakteryzuje się niezwykle dużym stopniem duplikacji genów. Ma 45,3 Mbp (milionów par zasad) i w 20% składa się z elementów transpozycyjnych. Zawiera 13 895 genów kodujących białka nie pokrywających się z elementami transpozycyjnymi. Sekwencjonowanie klinicznego szczepu Rhizopus arrhizus ujawniło dowody na duplikację całego genomu przodków podczas ewolucji grzyba, co spowodowało ekspansję wielu rodzin genów związanych ze zjadliwością grzybów u ssaków, komórek syntezy ścian i przekazywanie sygnału oraz biosyntezy ergosterolu. Ta wyjątkowa ewolucja genomu wyjaśnia wyjątkowo agresywną skłonność Mucorales do szybkiego wzrostu u pacjentów oraz ogromne zdolności adaptacyjne i przeżycie grzyba w nieprzyjaznym środowisku, w tym środków przeciwgrzybiczych i sił obronnych gospodarza.

## Zastosowanie
- R. arrhizus powodując fermentację soi bierze udział w wytwarzaniu tempeh – tradycyjnego składnika kuchni indonezyjskiej. Po jej namoczeniu następuje początkowa fermentacja bakteryjna, później gotowanie, po czym zakwaszenie octem stwarzajace odpowiednie warunki do rozwoju R. arrhizus. Inkubacja fermentacyjna trwa 48 godzin w temperaturze 33 °C. Ogólnie rzecz biorąc, fermentacja za pomocą R. arrhizus owoców, zbóż, orzechów i roślin strączkowych powoduje zmiany smakowe w żywności, takie jak zmiana kwasowości, słodyczy i goryczy[10].
- Używany jest do przemysłowego wytwarzania kwasu mlekowego i kwasu fumarowego z cukrów, głównie glukozy i fruktozy. Produktem odpadowym jest etanol. Kwas mlekowy stosowany jest jako dodatek do żywności, a także może rozkładać tworzywa sztuczne. Światowa produkcja kwasu mlekowego wynosi obecnie ponad 150 tys. ton[11].
- W serach modyfikowanych enzymami R. arrhizus dostarcza enzymów rozkładających tłuszcz i białka mleka, tworząc ser w postaci proszku i pasty. W szczególności rozkłada skrzep serowy i kwaśną kazeinę[10].